# Micrathena ucayali
Micrathena ucayali är en spindelart som beskrevs av Levi 1985. Micrathena ucayali ingår i släktet Micrathena och familjen hjulspindlar. Inga underarter finns listade i Catalogue of Life.